# Rahsaan Bahati
Rahsaan Bahati (* 13. Februar 1982 in Los Angeles) ist ein US-amerikanischer Radrennfahrer.
Rahsaan Bahati wurde im Jahr 2000 US-amerikanischer Meister im Straßenrennen der Junioren. 2002 und 2003 fuhr er für das Saturn Cycling Team und 2006 fuhr er für das Team TIAA-CREF, für das er eine Etappe der Tour of the Gila gewann. Von 2007 bis 2009 fuhr Bahati für das Rock Racing Team. 2008 wurde er nationaler Meister im Kriterium. Nach einem Jahr bei Bahati Foundation war Bahati nicht mehr für internationale Radsportteams aktiv, gewann jedoch zahlreiche Wettbewerbe des US-amerikanischen Radsportkalenders.

## Erfolge
2000
- US-amerikanischer Meister – Straßenrennen (Junioren)

2008
- US-amerikanischer Meister – Kriterium

## Teams
- 2002 Saturn Cycling Team
- 2003 Saturn Cycling Team

- 2005 McGuire-Langdale
- 2006 TIAA-CREF
- 2007 Rock Racing
- 2008 Rock Racing
- 2009 Rock Racing (ab 19.06.)
- 2010 Bahati Foundation